# Naturbahnrodel-Weltmeisterschaft 1990
Die 7. FIL-Naturbahnrodel-Weltmeisterschaft fand vom 21. bis 25. Februar 1990 in Gsies in Südtirol (Italien) statt.

## Einsitzer Herren
| Platz | Name                   | Zeit |
| ----- | ---------------------- | ---- |
| 01    | Gerhard Pilz           | ?    |
| 02    | Corrado Herin          | ?    |
| 03    | Harald Steinhauser     | ?    |
| 04    | Andreas Jud            | ?    |
| 05    | Erwin Dietrich         | ?    |
| 06    | Manfred Gräber         | ?    |
| 07    | Hans Noll              | ?    |
| 08    | Damiano Lugon          | ?    |
| 09    | Krzysztof Niewiadomski | ?    |
| 10    | Robert Tomelitsch      | ?    |
| 11    | Manfred Danklmaier     | ?    |
| 12    | Hannes Theurl          | ?    |
| 13    | Georg Eberharter       | ?    |
| 14    | Michael Wallner        | ?    |
| 15    | Reinhard Beer          | ?    |
| 16    | Simon Bernik           | ?    |
| 17    | Trond Ramstad          | ?    |
| 18    | Philippe Keck          | ?    |
| 19    | Ludwig Nöhmeier        | ?    |
| 20    | Norbert Parusel        | ?    |
| 21    | Sten Helge Syversen    | ?    |
| 22    | Knut Solheim           | ?    |
| 23    | Franz Obrist           | ?    |
| 24    | Teodor Kalisnik        | ?    |
| 25    | Janez Luznar           | ?    |
| 26    | Wolfgang Schröttner    | ?    |
| 27    | Oktawian Samulski      | ?    |
| 28    | Oleg Janow             | ?    |
| 29    | Franc Pohleven         | ?    |
| 30    | Lars-Erik Mickos       | ?    |
| 31    | Michel De Bernardis    | ?    |
| 32    | Gunnar Naustdal        | ?    |
| 33    | Marjan Meglič          | ?    |
| 34    | Oleg Burlaka           | ?    |
| 35    | Karl Weber             | ?    |
| 36    | Richard Way            | ?    |
| 37    | Sergei Aleksenko       | ?    |
| 38    | Viktor Kalintschtij    | ?    |
| 39    | Janez Potočnik         | ?    |
| 40    | Timo Heikkilä          | ?    |
| 41    | Andreas Tschachler     | ?    |
| 42    | Kristian Roel          | ?    |
| 43    | Alois Reichl           | ?    |
| 44    | Carl Smith             | ?    |
| 45    | Keith Simmons          | ?    |
| 46    | Roger Smolnicky        | ?    |
| 47    | Mike Mullaly           | ?    |
| 48    | Lubomír Vymazal        | ?    |
| 49    | Michel Vaulry          | ?    |
| 50    | Ladislav Vlček         | ?    |
| 51    | David Prichard         | ?    |

Nachdem die Weltmeisterschaft 1988 witterungsbedingt abgesagt werden musste, verteidigte der Österreicher Gerhard Pilz seinen Titel aus dem Jahr 1986 erfolgreich. Die Silbermedaille gewann der Italiener Corrado Herin, der bereits 1986 Weltmeister im Doppelsitzer war und dieses Jahr Silber im Doppelsitzer gewann. Im Einsitzer war dies seine einzige WM-Medaille. Dritter wurde der Italiener Harald Steinhauser, der auch 1986 schon Bronze gewonnen hatte.

## Einsitzer Damen
| Platz | Name                   | Zeit |
| ----- | ---------------------- | ---- |
| 01    | Jeanette Koppensteiner | ?    |
| 02    | Irene Koch             | ?    |
| 03    | Ljubow Panjutina       | ?    |
| 04    | Doris Haselrieder      | ?    |
| 05    | Marina Chochlowa       | ?    |
| 06    | Doris Perathoner       | ?    |
| 07    | Evi Mitterstieler      | ?    |
| 08    | Monika Lewanskowski    | ?    |
| 09    | Delia Vaudan           | ?    |
| 10    | Angelika Widmann       | ?    |
| 11    | Ingrid Koch            | ?    |
| 12    | Chalida Alimowa        | ?    |
| 13    | Dabcia Czukiewska      | ?    |
| 14    | Christine Maurer       | ?    |
| 15    | Celine Danis           | ?    |
| 16    | Carina Solhag          | ?    |
| 17    | Monique Lahey          | ?    |
| 18    | Helena Böhrens         | ?    |
| 19    | Natalie Broisat        | ?    |
| 20    | Beth Ayn Ericsson      | ?    |
| 21    | Pippa Rampton          | ?    |

Die Österreicherin Jeanette Koppensteiner, im Vorjahr bereits EM-Zweite, wurde die erste Weltmeisterin, die nicht aus Italien kam. Die Silbermedaille gewann die Österreicherin Irene Koch, die zuvor schon zwei Bronzemedaillen bei Europameisterschaften gewonnen hatte. Durch den dritten Platz der Russin Ljubow Panjutina ging erstmals bei Naturbahnrodel-Weltmeisterschaften eine Medaille nicht an Italien oder Österreich.

## Doppelsitzer
| Platz | Name                                       | Zeit |
| ----- | ------------------------------------------ | ---- |
| 01    | Andreas Jud – Hannes Pichler               | ?    |
| 02    | Almir Betemps – Corrado Herin              | ?    |
| 03    | Walter Mauracher – Georg Eberharter        | ?    |
| 04    | Reinhold Buchmann – Manfred Als            | ?    |
| 05    | Michael Bischofer – Herbert Kögl           | ?    |
| 06    | Manfred Gräber – Ernst Marmsoler           | ?    |
| 07    | Krzysztof Niewiadomski – Oktawian Samulski | ?    |
| 08    | Viktor Kalintschtij – Oleg Burlaka         | ?    |
| 09    | Philippe Keck – Michel De Bernardis        | ?    |
| 10    | Sergei Aleksenko – Oleg Janow              | ?    |

Weltmeister im Doppelsitzer wurden die Italiener Andreas Jud und Hannes Pichler. Jud war bereits 1982 und 1984 zusammen mit Ernst Oberhammer Weltmeister im Doppelsitzer gewesen. Für Pichler war es der einzige Titel und zugleich auch die einzige Medaille bei Welt- und Europameisterschaften. Die Silbermedaille gewannen die Titelverteidiger Almir Betemps und Corrado Herin, ebenfalls aus Italien. Dritte wurden die Österreicher Walter Mauracher und Georg Eberharter. Für beide war es ihre einzige Medaille bei Weltmeisterschaften.

## Medaillenspiegel
| Platz | Land        | Gold | Silber | Bronze | Gesamt |
| ----- | ----------- | ---- | ------ | ------ | ------ |
| 1.    | Österreich  | 2    | 1      | 1      | 4      |
| 2.    | Italien     | 1    | 2      | 1      | 4      |
| 3.    | Sowjetunion | —    | —      | 1      | 1      |